# Załęże (zniesiona osada leśna)
Załęże – zniesiona nazwa osady leśnej w Polsce położona w województwie śląskim, w powiecie częstochowskim, w gminie Koniecpol.
Nazwa miejscowości została zniesiona z 2022 r.